# Charles Webster Leadbeater

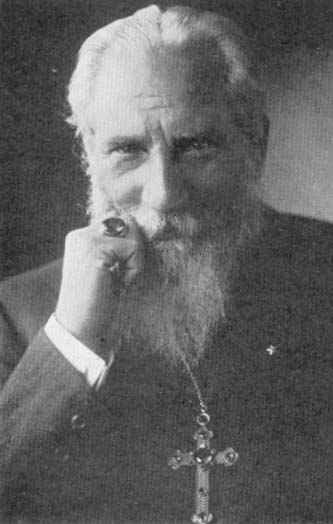
Charles Webster Leadbeater

Charles Webster Leadbeater (* 17. Februar 1847 in Stockport, Großbritannien; † 1. März 1934 in Perth, Australien) war Priester, Theosoph und Okkultist.
Bekannt wurde Charles W. Leadbeater als Propagator Jiddu Krishnamurtis, den er als den wiedergeborenen Christus vorstellte. Anfang des 20. Jahrhunderts war er einer der führenden und umstrittensten Ideologen der Theosophischen Gesellschaft Adyar. Seit 1916 war er Bischof der Liberalkatholischen Kirche.

## Leben
Leadbeater verbrachte seine Jugendjahre in Südamerika, wo sein Vater als Direktor einer Eisenbahnlinie beschäftigt war. Er studierte in Oxford Theologie und wurde 1879 zum Priester der Church of England geweiht.

### Spiritist und Eintritt in die TG
Zu dieser Zeit interessierte er sich sehr für Astronomie und zunehmend auch für Spiritismus und Hellseherei. Er nahm an Séancen in London teil und traf spiritistische Medien. In diesem Umfeld kam er mit der Adyar-Theosophie in Berührung, zuerst über Alfred Percy Sinnetts Buch The Occult World. Er gab das Priesteramt auf und trat am 21. November 1883 der Theosophischen Gesellschaft (TG) in London bei.

### Aufenthalt in Indien
Am 7. April 1884 machte er die Bekanntschaft mit Helena Petrovna Blavatsky. Nachdem ihm Blavatsky eines Abends verkündet hatte, dass die „Meister“ seinen Brief erhalten hatten, fand er am Morgen des 31. Oktober 1884 einen ersten Antwortbrief, der ihm nahelegte, England zu verlassen. In der nächsten Nacht erhielt er bereits einen zweiten Brief des „Meisters“, der auf eilige Abreise drängte. Am 4. November 1884 reiste er nach Indien.
In Adyar wirkte er seit 1885 mehrmals interimsmäßig als Herausgeber der Zeitschrift The Theosophist und verbrachte seine Zeit vorrangig mit dem Versuch, hellseherische Fähigkeiten zu erlangen. 1886 besuchte er mit Blavatsky Ceylon, wo er sich als Assistent von Henry Steel Olcott niederließ. Dort beteiligte er sich bis 1888 an den Aktivitäten Olcotts zur „buddhistischen Erneuerung“ und bekannte sich zum Buddhismus, ohne allerdings seinem anglikanischen Glauben abzuschwören. In den folgenden Jahren entwickelte er sich durch okkulte Studien, die er u. a. zusammen mit Annie Besant betrieb, und eine entsprechende Publikationstätigkeit zu einem der prominentesten Theosophen.

### Leadbeater-Affäre

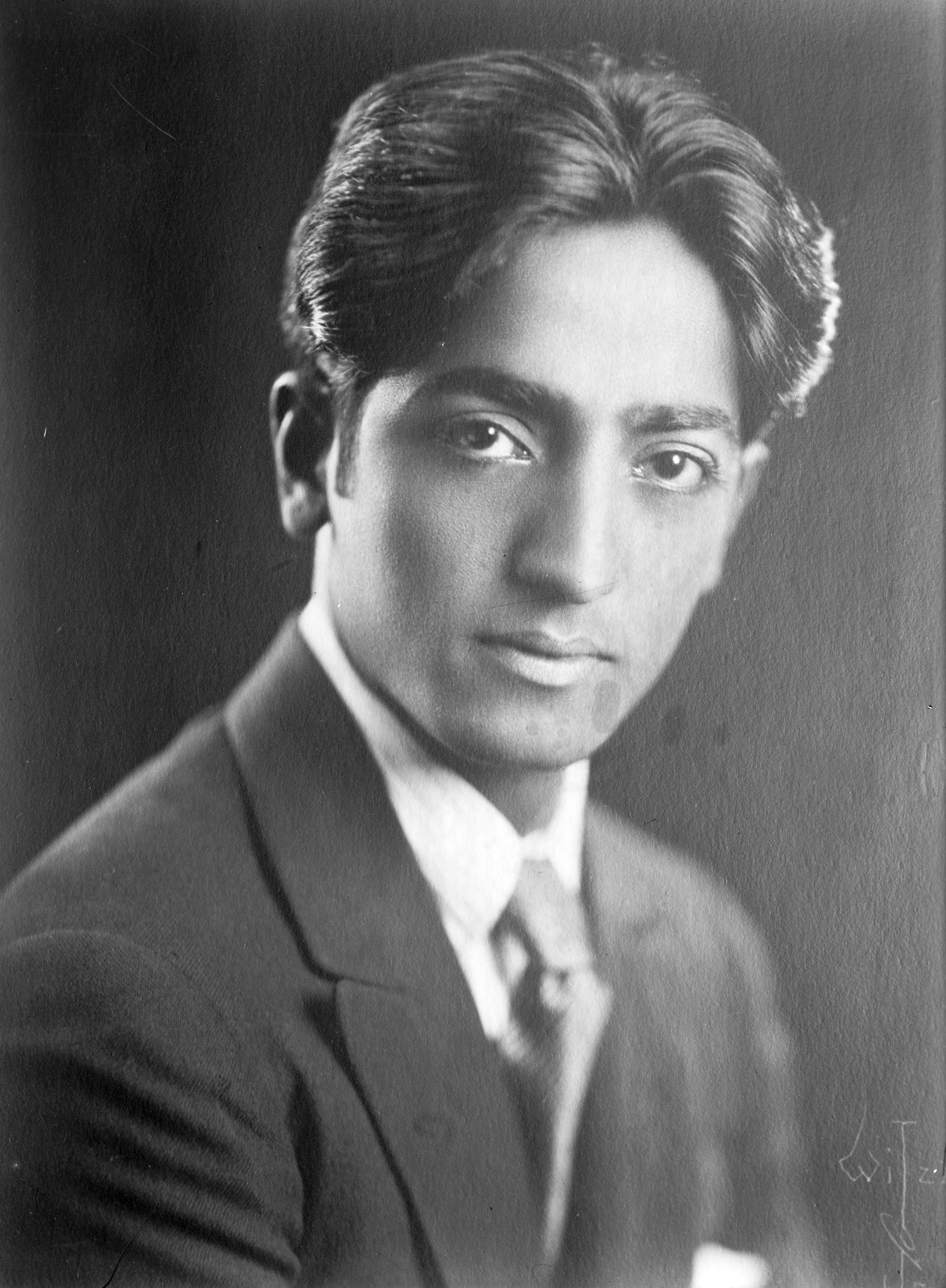
Jiddu Krishnamurti

1906 zog sich Leadbeater den Vorwurf der Pädophilie und Homosexualität zu, nachdem er den ihm anvertrauten Jungen Selbstbefriedigungstechniken beigebracht hatte. Infolge der durch diese Vorwürfe ausgelösten Krise war er in seinen Ämtern nicht mehr zu halten und wurde im Juni 1906 aus der Theosophischen Gesellschaft (TG) ausgeschlossen. Besant erklärte, wenn man derartiges erwachsenen Männern beibringe, verdiene es „die allerschärfste Verurteilung“; es an Knaben weiterzugeben, sei noch schlimmer.
Ab 1907, als Besant Präsidentin der Theosophischen Gesellschaft Adyar (Adyar-TG) geworden war, betrieb sie Leadbeaters Rehabilitation. 1911 wurde er mit 20 zu 2 Stimmen erneut in die Adyar-TG aufgenommen.

### Adoption Krishnamurtis
In Besants Haushalt lernte Leadbeater  den Sohn eines bei ihr angestellten Schreibers oder Hausmeisters kennen (Jiddu Krishnamurti). Leadbeater überzeugte dessen Vater, bei seinem Sohn handele es sich um eine Reinkarnation des allseits erwarteten neuen Weltlehrers, auf den Blavatsky bereits 1885 hingewiesen habe. Daraufhin adoptierte Besant den Jungen, damit Leadbeater ihn ausbilden konnte. In Europa stellten die Theosophen Krishnamurti als den wiedergeborenen Christus dar, in Asien behaupteten sie, er sei der Lord Maitreya oder Boddhisatva. Um das Erscheinen des neuen Heilands zu promoten, hatte Besant 1911 den Order of the Star in the East gegründet, in dem Krishnamurti als kommender Weltlehrer propagiert wurde. Nachdem sich seine Anhänger zusehends von ihm abgewandt hatten, da er ab etwa 1928 nichts Neues zu verkünden hatte, löste Krishnamurti seinen Orden 1929 selbst auf und grenzte sich von dem um seine Person veranstalteten Rummel ab.

### Sorgerechtsprozess
Anfang 1911 wurden Krishnamurti und sein jüngerer Bruder Nitya zur weiteren Ausbildung nach Europa gebracht. Nachdem ihr Vater erfahren hatte, dass Leadbeater dem Jungen allgemein als verwerflich und unsittlich geltende Praktiken beigebracht hatte, reichte er 1912 gerichtlich Klage gegen Besant auf Herausgabe seines Sohnes und Aufhebung der Adoption ein. Im Zuge dessen kam es zu einem Sorgerechtsprozess, den der Vater in erster Instanz gewann. In zweiter Instanz wurde das Urteil wieder aufgehoben.
Krishnamurti wandte sich nach und nach von seinem früheren Mentor ab, der sich in der Folgezeit neuen Tätigkeiten zuwandte. So reiste Leadbeater nach Australien und engagierte sich in der Freimaurerei. Den Einsatz Besants und anderer Theosophen für indische Selbstverwaltung lehnte der pro-imperialistische Leadbeater ab.

### Auswanderung nach Australien
1915 übersiedelte Leadbeater nach Sydney. Am 22. Juli wurde er dort zum Bischof der Liberalkatholischen Kirche geweiht. In den folgenden Jahren arbeitete er zusammen mit seinem Kollegen James Wedgwood die Liturgie um, die ihre Kirche aus der Altkatholischen Kirche übernommen hatte. Seine Aktivität polarisierte auch in Australien. Die antiklerikale Mehrheit der dortigen Theosophischen Gesellschaft wandte sich 1922 unter dem Motto „Zurück zu Blavatsky“ gegen Leadbeater und Besant und spaltete sich von der Muttergesellschaft in Adyar ab. Um seine Anschauungen besser verbreiten zu können, gründete er 1926 den Radiosender 2GB, dieses Medium nutzte er in der Folgezeit als Radioprediger.

### Letzte Jahre
Die immer noch sehr theosophisch geprägte Liberalkatholische Kirche erlebte seit 1927 eine Krise, als sich Krishnamurti zunehmend gegen Rituale und Organisationen wandte. 1930 übersiedelte Leadbeater 83-jährig wieder nach Adyar. Er starb am 1. März 1934 während einer Australienreise in Perth.

## Werke (Auswahl)
- Das höhere Selbst. Aquamarin-Verlag, Forstinning 1982; ISBN 3-922936-16-4
- Das Leben in der geistigen Welt. Aquamarin-Verlag, Grafing 2000; ISBN 3-922936-76-8
- Der sichtbare und der unsichtbare Mensch. Aquamarin-Verlag, Grafing 2004; ISBN 3-89427-287-2
- Die Chakras, eine Studie über die Kraftzentren im menschlichen Ätherkörper. Aquamarin-Verlag, Grafing 2004; ISBN 3-89427-288-0
- Die Meister und der Pfad. Aquamarin-Verlag, Grafing 2003; ISBN 3-89427-249-X
- Hellsehen. Aquamarin-Verlag, Grafing 2010; ISBN 978-3-89427-536-5